# Indywidualne Mistrzostwa Europy w Ice Speedwayu 2021
Indywidualne Mistrzostwa Europy w ice speedwayu 2021 – turniej w wyścigach motocyklowych na lodzie, mający na celu wyłonienie medalistów indywidualnych mistrzostw Europy w sezonie 2021. Tytuł wywalczył Nikita Bogdanow.

## Zasady
Podobnie jak rok wcześniej mistrzostw rozegrano w formie jednodniowego turnieju na torze łyżwiarskim Areny Lodowej w Tomaszowie Mazowieckim.
W 2021 roku obowiązywała taka sama tabela biegowa jak w roku 2020, składająca się z 20 biegów serii zasadniczej, wyścigu ostatniej szansy dla zawodników z miejsc 3.-6. oraz finału, w którym udział bierze po dwóch najlepszych zawodników serii zasadniczej i wyścigu ostatniej szansy.

## Zawodnicy
W mistrzostwach wzięło 16 zawodników. Trzy nominacje uzyskała reprezentacja Szwecji. Po 2 nominacje na mistrzostwa otrzymały reprezentacje Austrii, Czech, Finlandii, Holandii, Niemiec i Rosji, natomiast po jednej reprezentacje Niemiec, Polski i Włoch. Franza Zorna, który doznał w trakcie treningu kontuzji, w zawodach zastąpił Aki Ala-Riihimäki.

### Obsada zawodów
| (1) Niek Schaap (2) Nikita Bogdanow (3) Andrej Diviš (4) Dmitrij Solannikow | (5) Michał Knapp (6) Max Koivula (7) Franz Zorn (8) Johann Weber | (9) Lukáš Hutla (10) Luca Bauer (11) Ove Ledström (12) Jasper Iwema | (13) Harald Simon (14) Atte Suolammi (15) Albin Lindblom (16) Jimmy Hornell |
| (17) Aki Ala-Riihimäki - zawodnik rezerwowy                                 |                                                                  |                                                                     |                                                                             |

## Klasyfikacja końcowa
| Poz | Zawodnik           | 1 | 2 | 3  | 4  | 5  | LC | Finał | Punkty |
| --- | ------------------ | - | - | -- | -- | -- | -- | ----- | ------ |
| 1   | Nikita Bogdanow    | 3 | 3 | 3  | 3  | 3  |    | 3     | 18     |
| 2   | Ove Ledström       | 3 | 3 | 3  | 3  | 3  |    | 2     | 16     |
| 3   | Luca Bauer         | 1 | 2 | 1  | 3  | 3  | 2. | 1     | 11     |
| 4   | Dmitrij Solannikow | 2 | 3 | 3  | 3  | 2  | 1. | d     | 13     |
| 5   | Harald Simon       | 3 | 3 | 2  | 1  | 3  | 3. |       | 12     |
| 6   | Albin Lindblom     | 2 | 2 | 2  | 2  | 2  | 4. |       | 10     |
| 7   | Jasper Iwema       | 2 | 1 | 1  | 3  | 1  |    |       | 8      |
| 8   | Niek Schaap        | 1 | 1 | 2  | 2  | 1  |    |       | 7      |
| 9   | Andrej Diviš       | 0 | 1 | 2  | 1  | 2  |    |       | 6      |
| 10  | Jimmy Hornell      | 0 | 2 | d  | 2  | u  |    |       | 4      |
| 11  | Lukáš Hutla        | d | 2 | 1  | 1  | d  |    |       | 4      |
| 12  | Michał Knapp       | 3 | d | w  | d  | ns |    |       | 3      |
| 13  | Johann Weber       | d | w | 3  | u  | ns |    |       | 3      |
| 14  | Atte Suolammi      | 1 | 0 | 0  | 1  | 1  |    |       | 3      |
| 15  | Max Koivula        | w | 1 | 1  | 0  | w  |    |       | 2      |
| 16  | Aki Ala-Riihimäki  | w | w | ns | ns | ns |    |       | 0      |